# Bombus armeniacus
Espèce
Bombus armeniacus est une espèce de bourdons de la famille des Apidae.

## Répartition
Bombus armeniacus se rencontre dans l'Est de l'Europe et du bassin méditerranéen, par exemple en Grèce, en Autriche, en Tchéquie, en Russie ou au Proche-Orient.

## Description
Bombus armeniacus est notamment reconnaissable à son abdomen jaune pâle, sa tête noire et ses ailes sombres.

## Classification
Le nom valide complet (avec auteur) de ce taxon est Bombus armeniacus Radoszkowski (d), 1877,.
Bombus armeniacus a pour synonymes :
- Bombus pallasi Vogt, 1909
- Bombus pomorum armeniacus Radoszkowski, 1877
- Fervidobombus scythes Skorikov, 1925

### Étymologie
Son épithète spécifique, armeniacus, fait référence à l'Arménie, l'holotype ayant été capturé dans les environs d'Erevan.

### Publication originale
- (fr + la) O. Radoszkowski, « Essai d'une nouvelle méthode pour faciliter la détermination des espèces appartenant au genre Bombus », Bulletin de la Société des naturalistes de Moscou. Section biologique, Russie, vol. 52,‎ 1877, p. 169-219 (ISSN 0027-1403, lire en ligne, consulté le 5 juillet 2024).